# Patrich (Siedlung)
Patrich ist eine Siedlung der Stadt Treuchtlingen im mittelfränkischen Landkreis Weißenburg-Gunzenhausen. Die Stadt Treuchtlingen bezeichnet Patrich als Ortsteil, jedoch handelt es sich um keinen amtlich benannten Gemeindeteil und ist auch nicht in den Amtlichen Ortsverzeichnissen für Bayern eingetragen. Stattdessen ist Patrich ein Wohnplatz, dessen Einwohner administrativ dem Ort Treuchtlingen zugeordnet werden. Am jeweiligen Siedlungsende ist entlang der Straße die Siedlung mit einer Ortstafel ausgewiesen.
Die Siedlung besteht überwiegend aus Wohngebieten und liegt nordwestlich der Treuchtlinger Altstadt und oberhalb des Kernortes an einem Westhang, auf einer Höhe von rund 518 m ü. NHN. Sie ist fast komplett von Wald umschlossen, nur im Süden ist Patrich mit dem restlichen Treuchtlinger Siedlungsgebiet verbunden. Südöstlich liegt die Burg Treuchtlingen, nordwestlich der Viersteinberg und nördlich der namensgebende Patrich, die einen Doppelgipfel am Rand des Hahnenkamms im Naturpark Altmühltal bilden. Unweit westlich befindet sich die Einöde Ziegelhütte.
Durch die Siedlung verläuft die Staatsstraße 2216, die von Treuchtlingen über das Grüntälein Richtung Auernheim führt. 
Die Patrichsiedlung wurde in den 1930er Jahren unter Bürgermeister Andreas Güntner angelegt und nach dem Zweiten Weltkrieg zu einer Wohnsiedlung ausgebaut. Ursprünglich war sie komplett von der St 2216 umschlossen, ab den 1990er Jahren kam das Siedlungsgebiet Im Winkel westlich der Staatsstraße dazu.
In Patrich befinden sich eine Zweigstelle der Fachhochschule für angewandtes Management und die evangelische St.-Markus-Kirche.